# Vince Vaughn
Vincent Anthony "Vince" Vaughn, född 28 mars 1970 i Minneapolis, Minnesota, är en amerikansk skådespelare, producent, manusförfattare och komiker. 
Han föddes i Minneapolis men växte upp i Buffalo Grove och Lake Forest i Illinois med sina föräldrar Vernon och Sharon Vaughn som är försäljare och fastighetsmäklare. Vaughn har även två äldre systrar, Victoria och Valeri Vaughn. Han växte upp "både protestantisk och katolsk" med sin katolska mor och protestantiska far, och har engelska, irländska, tyska, arabiska och italienska anor.
Vaughn lyckades tidigt att skaffa sig en roll i en Chevroletreklam och visste därefter att han ville fortsätta med skådespeleriet. Han flyttade sedan till Hollywood men hade svårt att få igång karriären tills han fick rollen som Jamie O'Hara i filmen Rudy (1993). Under inspelningen träffade han Jon Favreau som han sedan spelade in Swingers med, filmen som blev hans stora genombrott. Steven Spielberg såg Swingers och gav honom en roll i The Lost World: Jurassic Park. Därifrån tog karriären fart och Vaughn fick rollen som Norman Bates i nyinspelningen av Alfred Hitchcocks Psycho (1998) från 1998. Sedan 2003 har han etablerats sig ordentligt i Hollywood med många stora filmer.
Betraktas som ledare av gruppen "Frat Pack" i Hollywood tillsammans med bland annat Will Ferrell, Ben Stiller, Luke Wilson och Owen Wilson.

## Privatliv
I mars 2009 rapporterades det att Vaughn var förlovad med Kyla Weber, en fastighetsmäklare. Den 2 januari 2010 gifte sig Vaughn med Weber. Paret har två barn tillsammans.

## Filmografi (urval)

### Film
| År   | Titel                                 | Roll                                | Anteckningar                       |
| ---- | ------------------------------------- | ----------------------------------- | ---------------------------------- |
| 1991 | For the Boys                          | Jublande soldat i folkmassa         | Okrediterad cameo                  |
| 1993 | Rudy                                  | Jamie O'Hara                        | Krediterad som Vincent Vaughn      |
| 1996 | Du, var är brudarna?                  | Trent Walker                        |                                    |
| 1997 | The Lost World: Jurassic Park         | Nick Van Owen                       |                                    |
| 1997 | The Locusts                           | Clay Hewitt                         |                                    |
| 1998 | A Cool, Dry Place                     | Russell Durrell                     |                                    |
| 1998 | Return to Paradise                    | John "Sheriff" Volgecherev          |                                    |
| 1998 | Clay Pigeons                          | Lester Long                         |                                    |
| 1998 | Psycho                                | Norman Bates                        |                                    |
| 2000 | The Cell                              | FBI Agent Peter Novak               |                                    |
| 2000 | The Prime Gig                         | Pendelton "Penny" Wise              |                                    |
| 2001 | Made                                  | Ricky Slade                         | Även producent                     |
| 2001 | Zoolander                             | Luke Zoolander                      | Okrediterad cameo                  |
| 2001 | Domestic Disturbance                  | Rick Barnes / Jack Parnell          |                                    |
| 2003 | Old School                            | Bernard "Beanie" Campbell           |                                    |
| 2003 | I Love Your Work                      | Stiev                               |                                    |
| 2004 | Starsky & Hutch                       | Reese Feldman                       |                                    |
| 2004 | Dodgeball – En komedi som siktar lågt | Peter La Fleur                      |                                    |
| 2004 | Anchorman                             | Wes Mantooth                        | Okrediterad                        |
| 2004 | Wake Up, Ron Burgundy: The Lost Movie | Wes Mantooth                        | Okrediterad                        |
| 2004 | Paparazzi                             | Skådespelare                        |                                    |
| 2005 | Thumbsucker                           | Mr. Geary                           |                                    |
| 2005 | Be Cool                               | Roger "Raji" Lowenthal              |                                    |
| 2005 | Mr. & Mrs. Smith                      | Eddie                               |                                    |
| 2005 | Wedding Crashers                      | Jeremy Grey                         |                                    |
| 2006 | The Break-Up                          | Gary Grobowski                      | Även manusförfattare och producent |
| 2007 | Into the Wild                         | Wayne Westerberg                    |                                    |
| 2007 | Fred Claus                            | Frederick "Fred" Claus              | Även producent                     |
| 2008 | Borta bäst, hemma värst               | Brad / Orlando McVie                | Även producent                     |
| 2009 | Trubbel i paradiset                   | Dave                                | Även manusförfattare och producent |
| 2011 | The Dilemma                           | Ronny Valentine                     | Även producent                     |
| 2012 | Grannpatrullen                        | Bob McAllister                      |                                    |
| 2012 | Lay the Favorite                      | Rosie                               |                                    |
| 2013 | The Internship                        | Billy McMahon                       | Även manusförfattare och producent |
| 2013 | A Case of You                         | Alan                                |                                    |
| 2013 | Delivery Man                          | David Wozniak                       |                                    |
| 2013 | Anchorman 2                           | Wes Mantooth                        | Cameo                              |
| 2015 | Unfinished Business                   | Daniel "Dan" Trunkman               |                                    |
| 2016 | Term Life                             | Nick Barrow                         | Även producent                     |
| 2016 | Hacksaw Ridge                         | Sgt. Howell                         |                                    |
| 2017 | Brawl in Cell Block 99                | Bradley Thomas                      |                                    |
| 2018 | Dragged Across Concrete               | Anthony Lurasetti                   |                                    |
| 2019 | Fighting with My Family               | Hutch Morgan                        |                                    |
| 2019 | Seberg                                | Carl Kowalski                       |                                    |
| 2020 | Arkansas                              | Groda                               |                                    |
| 2020 | Freaky                                | Blissfield Butcher / Millie Kessler |                                    |
| 2025 | Animal Friends                        | TBA                                 |                                    |

### Tv
| År   | Titel               | Roll                  | Anteckningar                       |
| ---- | ------------------- | --------------------- | ---------------------------------- |
| 2015 | True Detective      | Frank Semyon          | 8 avsnitt                          |
| 2018 | F is for Family     | Chet Stevenson (röst) | 8 avsnitt; Även exekutiv producent |
| 2020 | Simma lugnt, Larry! | Fred Funkhouser       | 4 avsnitt                          |